# Badminton-Europapokal 1998
Die 21. Auflage des Badminton-Europapokals fand  vom 17. bis zum 20. September 1998 zum zweiten Mal im tschechischen Most statt. Der gastgebende tschechische Verein BK Baník Most scheiterte bereits in der Gruppenphase. Im Finale besiegte der dänische Verein Kastrup-Magleby BK den russischen Verein Technochim Moskau, der damit sein drittes Finale hintereinander gegen ein dänisches Team verlor. Der deutsche Vertreter BC Bayer 05 Uerdingen scheiterte im Viertelfinale am ukrainischen Verein SC Meteor Dnjepropetrowsk.

## Die Ergebnisse
| Gruppe A                   |     |                             |
| Kastrup-Magleby BK         | 7–0 | Graphity Dropshot           |
| Kastrup-Magleby BK         | 7–0 | Meteor Prag                 |
| Kastrup-Magleby BK         | 6–1 | BC Drive Helsinki           |
| BC Drive Helsinki          | 6–1 | Graphity Dropshot           |
| BC Drive Helsinki          | 5–2 | Meteor Prag                 |
| Meteor Prag                | 5–2 | Graphity Dropshot           |
| Gruppe B                   |     |                             |
| BC La Chaux-de-Fonds       | 4–3 | Racing Club de France       |
| BC La Chaux-de-Fonds       | 6–1 | BK Olimpija Ljubljana       |
| BC La Chaux-de-Fonds       | 5–2 | SC Meran                    |
| Racing Club France         | 6–1 | BK Olimpija Ljubljana       |
| Racing Club France         | 4–3 | SC Meran                    |
| BK Olimpija Ljubljana      | 6–1 | SC Meran                    |
| Gruppe C                   |     |                             |
| SC Bayer 05 Uerdingen      | 7–0 | Morfotikos Syllogos Engomis |
| SC Bayer 05 Uerdingen      | 5–2 | BC Ljulin                   |
| SC Bayer 05 Uerdingen      | 6–1 | CB Alicante                 |
| BC Ljulin                  | 6–1 | MS Engomis                  |
| BC Ljulin                  | 7–0 | CB Alicante                 |
| CB Alicante                | 5–2 | MS Engomis                  |
| Gruppe D                   |     |                             |
| Technochim Moskau          | 7–0 | BK Baník Most               |
| Technochim Moskau          | 7–0 | TB Reykjavík                |
| Technochim Moskau          | 7–0 | GD Estreito                 |
| GD Estreito                | 7–0 | BK Baník Most               |
| GD Estreito                | 5–2 | ToB Reykjavík               |
| ToB Reykjavík              | 7–0 | BK Baník Most               |
| Gruppe E                   |     |                             |
| SCM Dnjepropetrowsk        | 6–1 | Spoje Bratislava            |
| SCM Dnjepropetrowsk        | 7–0 | Kristiansand BK             |
| SCM Dnjepropetrowsk        | 7–0 | Alpha BC                    |
| Kristiansand BK            | 4–3 | Spoje Bratislava            |
| Kristiansand BK            | 5–2 | Alpha BC                    |
| Spoje Bratislava           | 4–3 | Alpha BC                    |
| Gruppe F                   |     |                             |
| Chip Market BC Nuenen      | 7–0 | Tollaslabda Club Debrecen   |
| Chip Market BC Nuenen      | 6–1 | Suwalki KB                  |
| Chip Market BC Nuenen      | 7–0 | BCE Luxembourg              |
| Suwalki KB                 | 5–2 | Tollaslabda Club Debrecen   |
| Suwalki KB                 | 7–0 | BCE Luxembourg              |
| Tollaslabda Club Debrecen  | 7–0 | BCE Luxembourg              |
| Gruppe G                   |     |                             |
| Västra Frölunda BMK        | 7–0 | RTU Riga                    |
| Västra Frölunda BMK        | 7–0 | Maccabi Club Ashdod         |
| Västra Frölunda BMK        | 5–2 | ASKÖ Raiba Traun            |
| ASKÖ Raiba Traun           | 6–1 | RTU Riga                    |
| ASKÖ Raiba Traun           | 6–1 | Maccabi Club Ashdod         |
| Maccabi Club Ashdod        | 4–3 | RTU Riga                    |
| Viertelfinale              |     |                             |
| Kastrup-Magleby BK         | 5–2 | BC La Chaux-de-Fonds        |
| SCM Dnjepropetrowsk        | 4–3 | SC Bayer 05 Uerdingen       |
| Chip Market BC Nuenen      | 5–2 | Västra Frölunda BMK         |
| Freilos: Technochim Moskau |     |                             |
| Halbfinale                 |     |                             |
| Kastrup-Magleby BK         | 6–1 | SCM Dnjepropetrowsk         |
| Technochim Moskau          | 5–2 | Chip Market BC Nuenen       |
| Finale                     |     |                             |
| Kastrup-Magleby BK         | 4–1 | Technochim Moskau           |